# Samanider
Samaniderna (på persiska "سامانیان") var en persisk dynasti som frigjorde sig från det arabiska kalifatet under senare hälften av 800-talet. Genom erövringar underlade de sig Buchara, Samarkand, Herat och kringliggande områden öster och söder om Kaspiska havet. Samaniderna återupplivade den antika iranska kulturen och lockade till sig persiska poeter, musiker, konstnärer och arkitekter.
Samanider var ättlingar till Saman Khoda som under abbasiden al-Mamun, hade stor makt och inflytande i provinsen Balkh. Grundaren av samanidernas rike, Nasr ibn Ahmad utsåg Buchara till sin residensstad och riket stod på höjden av makt och blomstring under första hälften av 900-talet. Slavhandeln i Bukhara var då en av de största i världen. 
Saminidernas härskare mördades 1004 varefter deras område lydde under khanen i Turkestan tills det efter några år erövrades av ghaznaviderna. 
Med samanidernas uppkomst följde en paniransk nationell väckelse och ett upplivande av den genom islam i förfall bragta antika persiska  kulturen. Under samaniderna återupplivades den persisk litteraturen och flera berömda författare beskyddades av samanidiska kungar. Den störste poeten var Rudagi.
Mausoleet över samanidernas grundare finns kvar i Buchara, Uzbekistan.